# متحف التقاليد الشعبية والصناعات اليدوية (دمشق)
متحف التقاليد الشعبية والصناعات اليدوية افتتح المتحف في دمشق بتاريخ 13 سبتمبر 1954 م حيث جمعت المعروضات من مختلف المناطق السورية عن طريق الإهداء والشراء ووضعت المجسمات وتماثيل العرض.

## تقسيمات المتحف
شيد المتحف على الطراز الشامي ويؤدي بابه الخارجي المزخرف إلى مدخل رئيسي يتصل بالقسمين الاساسيين في المتحف وهما: السلاملك والحرملك.
بالنسبة لجناح السلاملك أو البراني فهو بشكل دار شرقية تحيط بغرفها باحة واسعة تتوسطها بركة كبيرة تدور بها اشجار الحمضيات والزينة. وفي صدر الباحة إيوان مرتفع على جانبيه قاعتان للاستقبال.
أما بالنسبة لجناح الحرملك أو الجواني فهو يتصل بالمدخل الرئيسي بثلاثة ابواب متتالية تؤدي إلى الباحة الواسعة التي تتوسط أجمل قاعات المتحف وأغناها.
إن ما يلفت النظر في القصر فخامة بنائه وسعة مساحته، فهو يتألف من ست عشرة قاعة كبيرة وتسع عشرة غرفة، في الطابق الأرضي، وثلاث إيوانات وأربعة أقبية كبيرة وأربع برك كبيرة. وتسع عشرة فسقية ماء تنوعت بين أرضية وجدارية وحمام مؤلف من براني وجواني ووسطاني وأربع مقاصير وحميم، ومخزن للعربات التي كانت آنذاك بديلة عن السيارات حوّل فيما بعد إلى مستودع وأخيرًا إصطبل للخيل حول إلى مخازن تجارية وكذلك كان يتبع للقصر مصلى ألحق فيما بعد بدار ثانية مجاورة.
ومن القاعات الموجودة في القصر القاعة الثانية وضمت نماذج من الأثاث الخشبي المصدف والمطعم المحاط بخيوط رقيقة مذهبة من القصدير ومن محتويات هذه القاعة: طقم أثاث شرقي متطور، ومرآة فوق مجموعة من الزجاج المذهب وكرسي خاص للولادة وضندوق العقاقير، وسرير هزاز للطفل، وكرسي للمصحف، رفوف جدارية وقباقيب مرتفعة وثريا نحاسية مزينة بالخرز من صنع دمشق.
أما بالنسبة للقاعة الرابعة ففرشت هذه القاعة على الطراز العربي واحتوت على دكة خشبية محفورة عليها مفارش محشوة بالقطن ومغلفة بقماش الدامسكو وفوقها حشايا ومساند.
وفي خزائن القاعة مجموعات من الكؤوس والقماقم والمزاجيل وقوارير العطور وقد علقت في القاعة ثريتان من النحاس المنزل بالفضة وزعت في ارض القاعة المزاجيل والمباخر ووجد هناك ايضاً منقل نحاسي وصندوق حديدي لحفظ الاموال.
القاعة الخامسة: عرض في هذه القاعة مشهد من حياة نساء القرن الماضي ويمثل المشهد الحماة تحتسي القهوة أمام منقل النار وبجانبها طفل في سريره، وسيدتان تلعبان البرجيس وزائرة تخلع ملابسها الخارجية / الملاءة/ وتسلمها للجارية وهن يرتدين أزياء كانت معروفة في القرن التاسع عشر الميلادي.
القاعة السادسة كانت معروضاتها من الأثاث المصنوع من خشب الجوز المطعم بالعظم الذي صنع عام 1903 م على يد المعلم المشهور/ عبده النحات/ احتوت هذه القاعة طقماً من المقاعد صنعه الفنان المذكور/ سنة 1918م/ للملك فيصل الأول ابن الشريف حسين رحمه الله.
أما في وسط القاعة السابعة فقد عرض المحمل الشامي الذي كان يحمل على جمل خاص كما يحمل العلم ( السنجق) المعروض في القاعة نفسها على جمل آخر، ولقد صنع المحمل والعلم في دار الطراز الرسمية، في استانبول عام 1330 هـ وكذلك عرض في الوسط جزء من حزام الكعبة المشرفة من صنع مصر موشى بالآيات الكريمة. وفي يسار القاعة عرضت بعض الهدايا التي يعود بها الحجاج من الديار المقدسة وفيها مطرات زمزم ومسابح وخواتم وطاسات وكؤوس واحجار كريمة متعددة.
وفي الجانب الأيمن للقاعة عرضت بعض ادوات اصحاب الطرق كالمسابح الألفية والطبول وبعض الشارات كما عرضت لوحة فنية مشكلة من الطوابع البريدية.